# Bustamante Sá
Rubens Fortes Bustamante Sá (Rio de Janeiro, 31 de julho de 1907 --- Rio de Janeiro, 17 de março de 1988) foi um pintor, gravador, desenhista e professor brasileiro .
Fez seus estudos na Escola Nacional de Belas Artes, onde teve por mestres os pintores Rodolfo Amoedo e Rodolfo Chambelland. Em 1928 iniciou sua participação no Salão Nacional de Arte Moderna, recebendo troféus cada vez maiores até culminar com a conquista do cobiçado Prêmio de Viagem ao estrangeiro em 1949.
O crítico de arte e também pintor Quirino Campofiorito afirmou que Bustamante Sá dedicou-se vários gêneros de pintura, devido à necessidade de ganhar os prêmios oferecidos pelos salões, por ter tido origem pobre, tendo que trabalhar para sustentar sua família.
Deixou a Escola Nacional de Belas Artes para fundar o Núcleo Henrique Bernardelli, em 1931. 
Viajou para a Europa no ano seguinte, onde permaneceu até 1952. Estudou em Paris na Academia Julian sob a orientação de Chaplain-Midy e André Planson. 
Foi professor da Associação Brasileira de Desenho, que ajuda a fundar, e do Instituto Nacional de Educação de Surdos
Foi essencialmente um paisagista.
Realizou exposição individual em 1952, no Salão Assírio anexo do Theatro Municipal do  Rio de Janeiro.
Participou de diversas mostras coletivas: 1928, 33, 34, 36, 38 e 49 – Exposição Geral de Belas Artes, Escola Nacional de Belas Artes, Rio de Janeiro (Menção honrosa na edição de 1933, Medalha de bronze na de 1934, Medalha de prata em 1936, Prêmio de viagem ao país na de 1938 e Prêmio de viagem ao estrangeiro na de 1949. 1952-66 – Salão Nacional de Arte Moderna, Museu de Arte Moderna do Rio de Janeiro.